# 波帕什 (佛羅里達州)
波帕什（英語：Popash）是位於美國佛羅里達州哈迪縣的一個非建制地區。該地的面積和人口皆未知。

## 地理
波帕什的座標為27°42′57″N 81°48′31″W / 27.71583°N 81.80861°W，而該地的平均海拔高度為28米（即92英尺）。